# Italy First
Italy First was een Italiaanse regionale luchtvaartmaatschappij. De luchtvaartmaatschappij voerde voornamelijk chartervluchten uit. Hiernaast werden er nu en dan ook luchttaxi- en luchtambulancevluchten uitgevoerd.
Het hoofdkwartier van Italy First lag op de luchthaven van Rimini en de vloot bestond uit twee ATR 42's.

## Geschiedenis
Italy First werd opgericht in 1999 en was volledig eigendom van Groep Condor. Eind maart 2005 verkocht het management beide toestellen van de luchtvaartmaatschappij en werden de activiteiten stopgezet.